# Silvio Marzolini
Silvio Marzolini (Buenos Aires, 4 de octubre de 1940-Buenos Aires, 17 de julio de 2020) fue un futbolista y entrenador argentino. Su puesto era el de lateral izquierdo, pasando a la historia del fútbol argentino como uno de los mejores en dicha posición.
Se caracterizó por su personalidad, su firmeza para la marca, la distinción a la hora de llevar el balón, el buen manejo del mismo y su salida precisa. Es considerado un ídolo de Boca Juniors, club al que llegó proveniente de Ferro Carril Oeste junto con Antonio Roma, quien logró también convertirse en un ídolo del club. En Boca Juniors conquistó un total de seis títulos e integró sus filas un total de doce años. Mantiene el récord del futbolista del club con mayor cantidad de participaciones en el Superclásico, un total de 37 partidos.
Fue internacional con la selección argentina en 28 oportunidades, convirtiéndose en un símbolo y referente de ella, disputando la Copa Mundial en las ediciones de 1962 y 1966, siendo elegido como el mejor lateral izquierdo en esta última edición. 
En su faceta como entrenador, destacó al ser campeón del Metropolitano de 1981 con Boca Juniors, dirigiendo entre otros jugadores a Diego Armando Maradona.
Se dedicó también al periodismo deportivo y se desempeñó como asesor de la Secretaría de Deportes de Argentina.
En 2015 fue inmortalizado con una estatua en el Museo de la Pasión Boquense en honor a su trayectoria como futbolista e ídolo de Boca Juniors.

## Carrera

### Como jugador
Silvio Marzolini tuvo sus primeros pasos futbolísticos en Deportivo Italiano, club donde comenzó jugando como defensor lateral izquierdo. Debutó en Ferro Carril Oeste, pero sus grandes logros deportivos los realizó en Boca Juniors, donde se convertiría en un símbolo como jugador y lo dirigiría en dos oportunidades tras su retiro. En una encuesta seria organizada por la revista deportiva El Gráfico en 1975, Marzolini fue considerado como el mejor lateral izquierdo de la historia del fútbol argentino.

#### Ferro Carril Oeste (1959)

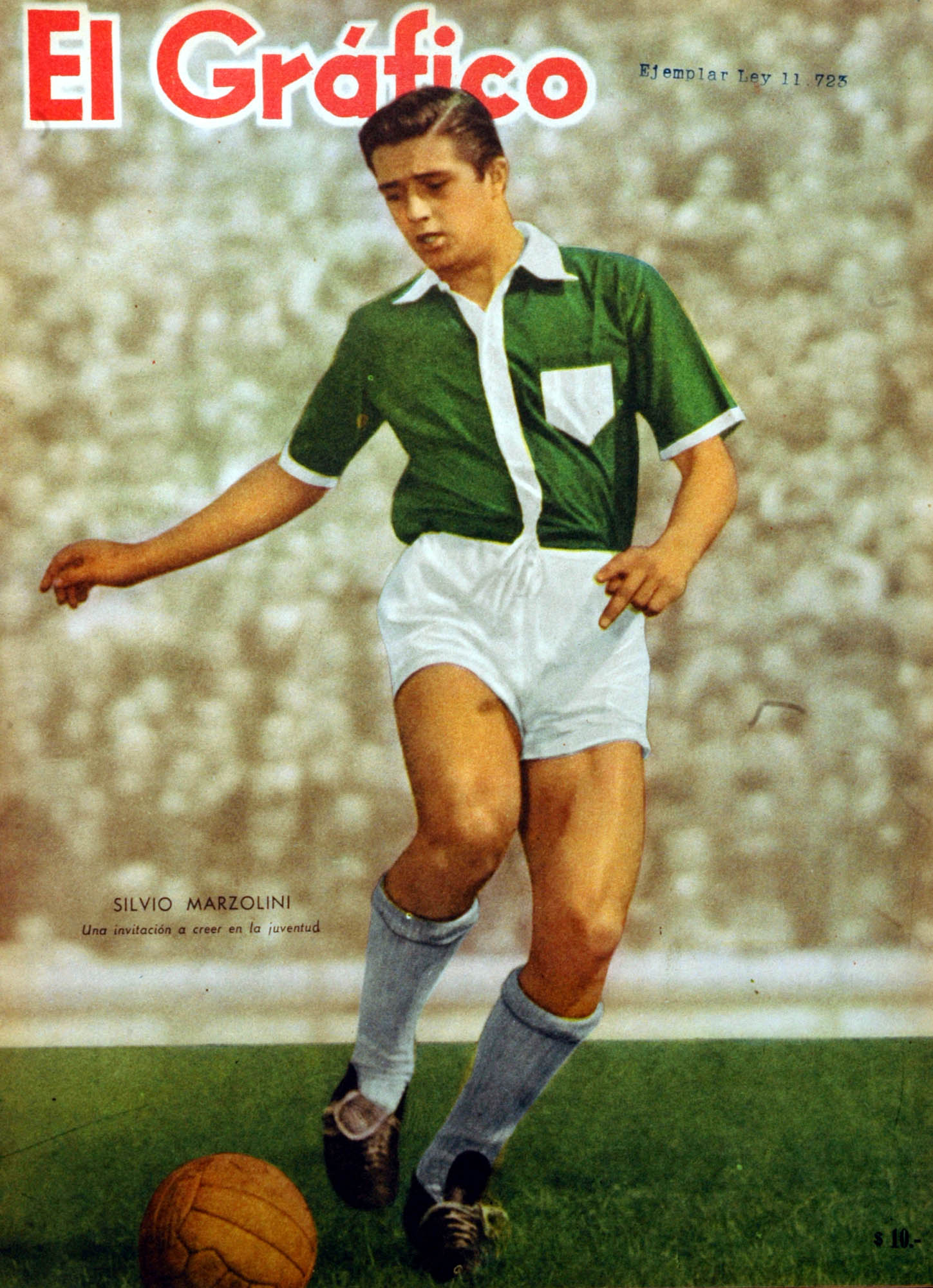
Silvio Marzolini en Ferro, 1960.

A pesar de dar sus primeros pasos como futbolista en Deportivo Italiano, pasó a las inferiores de Ferro Carril Oeste en 1955. Tras una discusión con los dirigentes del club, luego de exigir que lo dejen jugar en el primer equipo, la comisión directiva lo suspendió por dos años. Sin embargo, el 31 de mayo de 1959 debutó en el primer equipo en un partido contra Boca Juniors en un empate 1-1 por el campeonato de ese mismo año. En Ferro jugó nada más que un campeonato, totalizó 23 partidos y sin goles, y consiguió salir cuarto.

#### Boca Juniors (1960-1972)

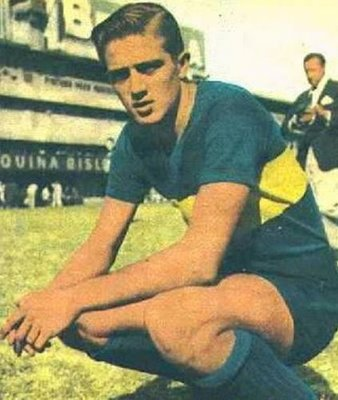
Marzolini en 1962

En 1960 fue contratado por Boca Juniors, club con el que consiguió todos sus títulos en su carrera futbolística, junto con el arquero Antonio Roma. En su llegada a Boca Juniors siguió desempeñándose como defensor lateral. Su debut en el club se dio el 3 de abril de ese mismo año, contra Estudiantes de La Plata en la victoria 2-1 por el campeonato. En ese campeonato, su equipo consiguió la 5ª posición y Marzolini jugó todos los partidos.
Para el campeonato de 1961 consiguió su primer gol en primera división jugando justamente con el club con quien debutó en Boca, Estudiantes de La Plata. En dicho campeonato quedó nuevamente en la 5ª posición, jugó 29 partidos y señaló 2 goles.
En 1962 consiguió el primer título en su carrera. En ese torneo, además de él, Boca contó con grandes figuras como Antonio Rattín, el goleador brasileño Paulo Valentim, el arquero Antonio Roma y Norberto Menéndez. Boca consiguió 43 puntos, 2 más que su perseguidor River Plate. En lo que respecta a lo individual, Marzolini disputó 28 encuentros, siendo el jugador que más partidos disputó en dicho campeonato.
En 1963, tanto Boca como Marzolini, disputaron por primera vez la Copa Libertadores. En dicha copa jugó 5 partidos y llegó a la final, perdiéndola con el famoso «Santos de Pelé». En el campeonato local disputó nada más que 11 partidos. Dado que Boca se dedicó de lleno a la Copa Libertadores de América, descuidó el campeonato y quedó en la 4ª posición.
En 1964 Boca volvió a salir campeón del torneo local. Este título fue el segundo de Marzolini en su carrera. La defensa cumplió un buen papel ya que solo le propinaron 15 goles en contra. El partido final se definió con un Superclásico en La Bombonera, que fue ganado por Boca Juniors.
En 1965 disputó por segunda vez la Copa Libertadores, siendo esquiva nuevamente y quedando eliminado en semifinales. En el plano doméstico, Boca se alzaría con un bicampeonato, ya que gana el torneo local. Otra vez el partido decisivo fue con River en La Bombonera, que fue otra vez victoria de Boca Juniors. Él disputó 28 partidos y marcó un gol en este campeonato. Fue su 3º título en el club.
En 1966 volvió a disputar la Copa Libertadores, donde quedó eliminado en semifinales luego de un inesperado empate como local contra Club Guaraní de Paraguay. En el campeonato jugó 31 encuentros y marcó 1 gol. En ese torneo Boca quedó 3º.
En 1967 Boca quedó 4º en el Torneo Metropolitano, en el cual Marzolini jugó 18 partidos y marcó 1 gol. En el Torneo Nacional Boca tuvo un flojo desempeño, quedando 8º, donde Marzolini disputó 11 partidos y marcó 1 gol.
En el Campeonato Metropolitano de 1968 Boca quedó 5º y Marzolini disputó 15 partidos. Para el Torneo Nacional 4º detrás de los tres punteros que forzaron a un triangular final. Marzolini jugó solo 2 partidos.

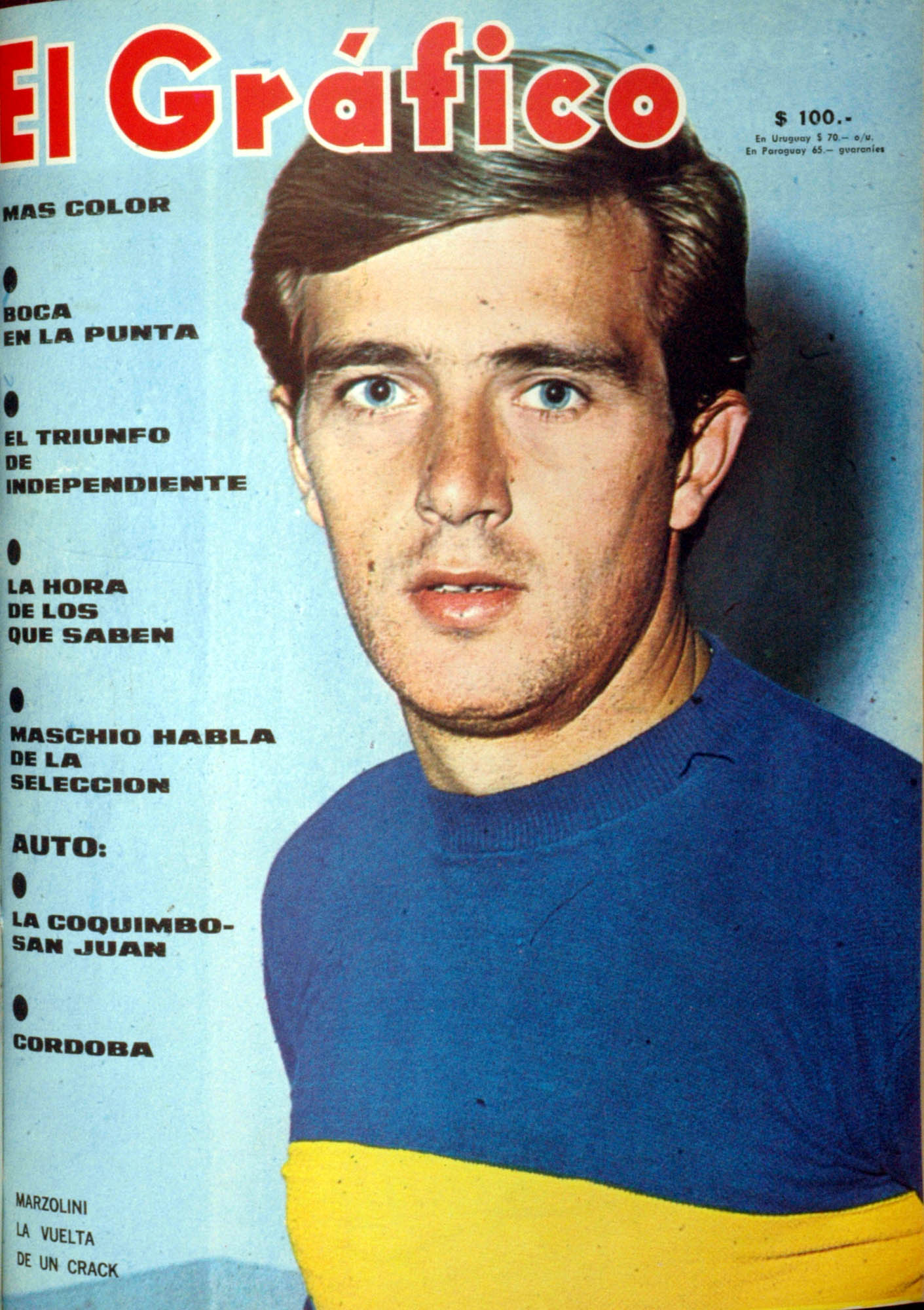
Silvio Marzolini en 1969

En 1969 la Asociación del Fútbol Argentino creó un nuevo torneo, llamado Copa Argentina, que finalmente Boca ganó y obtuvo el derecho a participar a la Recopa Sudamericana de Clubes, pero al clasificarse a la Copa Libertadores de América, la clasificación quedó para el subcampeón Atlanta. Marzolini en ese evento disputó 4 partidos. En el Metropolitano quedó eliminado en semifinales. Marzolini disputó 20 partidos. Con la llegada de Alfredo Di Stéfano a la dirección técnica del club, Boca obtuvo el Nacional, consiguiendo ser campeón en la cancha del su rival, River Plate. Marzolini en este torneo jugó 13 partidos. Fue su cuarto título en el club.
En 1970 disputó nuevamente la Copa Libertadores, quedando eliminado en segunda fase, donde Marzolini disputó 9 partidos. En el Metropolitano Boca quedó 4º y Marzolini disputó 19 partidos. El Nacional fue ganado por Boca Juniors, en el que Marzolini disputó 11 partidos. Fue su 5º título en el club.
En 1971 Boca quedaría eliminado en primera fase, en un final escandaloso en el partido contra Sporting Cristal. En el Nacional Boca quedó 8º. Marzolini jugó 27 partidos y marcó un gol. En el Metropolitano quedó eliminado en primera ronda. Marzolini jugó tres partidos.

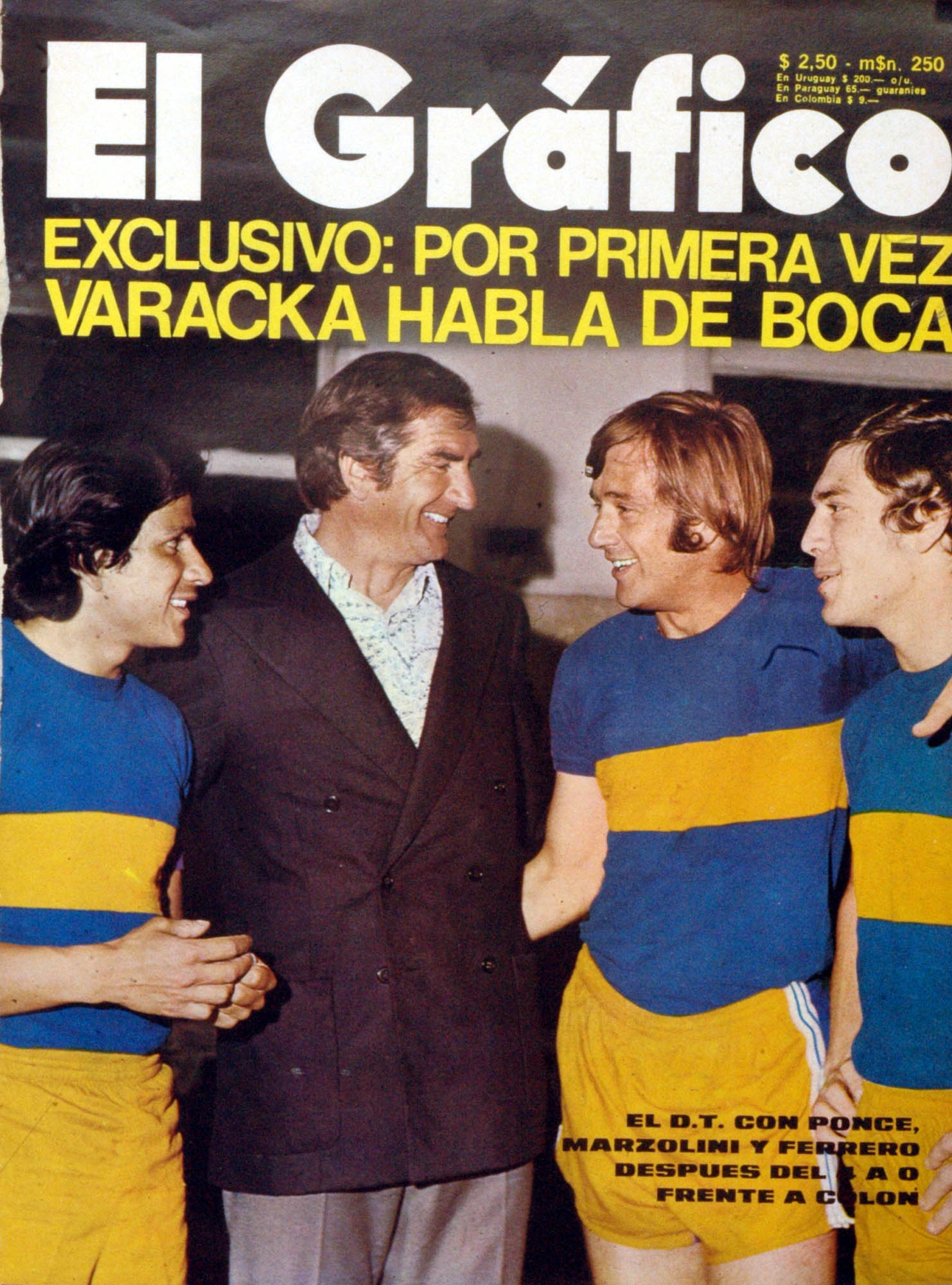
De izquierda a derecha: Ponce, el entrenador José Varacka, Marzolini y Ferrero, en 1972.

En el Torneo Metropolitano de 1972 Marzolini disputó 28 encuentros y marco 1 tanto, su último gol en la institución. Boca quedó 9º en ese torneo. El Nacional sería el último título para Marzolini en su exitosa carrera como futbolista. La actuación del equipo fue destacada, llegando a semifinales del torneo.
La carrera de Marzolini en Boca no terminó de manera ideal. El presidente de Boca, Alberto J. Armando, aún resentido por la participación activa de Marzolini en la huelga de jugadores en 1971, puso trabas a la continuidad del jugador en Boca. Armando, además, rechazó una venta del jugador a Francia y, más tarde, le dio el pase libre con la condición de solamente jugar en el interior del país. Ante este panorama, a los 32 años, Marzolini decidió colgar los botines.
La carrera de Silvio Marzolini cuenta con 406 partidos disputados y 10 goles convertidos. Consiguió los campeonatos de 1962, 1964 y 1965, los Torneos nacionales de 1969 y 1979 y la Copa Argentina de 1969. Es uno de los máximos ídolos en la historia del club.

### Como entrenador

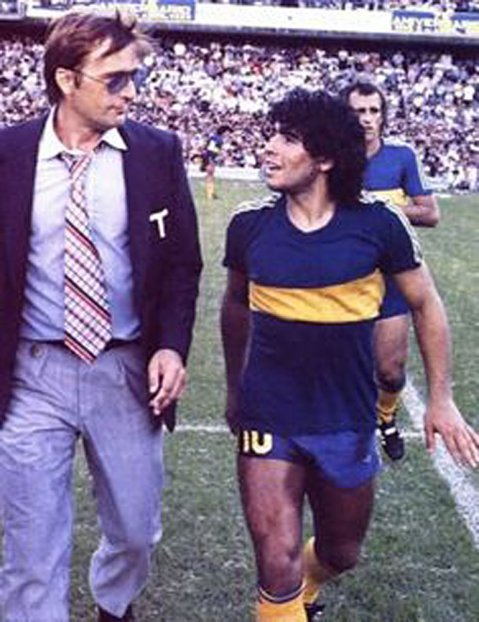
Silvio Marzolini (izq.) junto a Diego Maradona.

Tras su retiro, Marzolini se dedicó, entre otras cosas, a la dirección técnica. Su primer trabajo como entrenador fue en 1975, cuando dirigió hasta 1976 a All Boys. En 1981 es contratado por Boca, y logra obtener el torneo Metropolitano de 1981, con un plantel capitaneado por Diego Maradona.
En 1995 volvió a dirigir a Boca, nuevamente con Maradona como capitán, pero en esta oportunidad sin el éxito del período anterior. 
A partir de entonces comenzó a trabajar en el fútbol amateur y la gestación de nuevos valores futbolísticos. En 1998 inició una gestión de diez años de duración en las divisiones inferiores de Banfield. Bajó su dirección vieron la luz jugadores como Darío Cvitanich, Jesús Dátolo, Gabriel Paletta, Mariano Barbosa o Daniel Bilos entre otros.
En 2008, Marzolini se retiró definitivamente del fútbol.

### Selección nacional

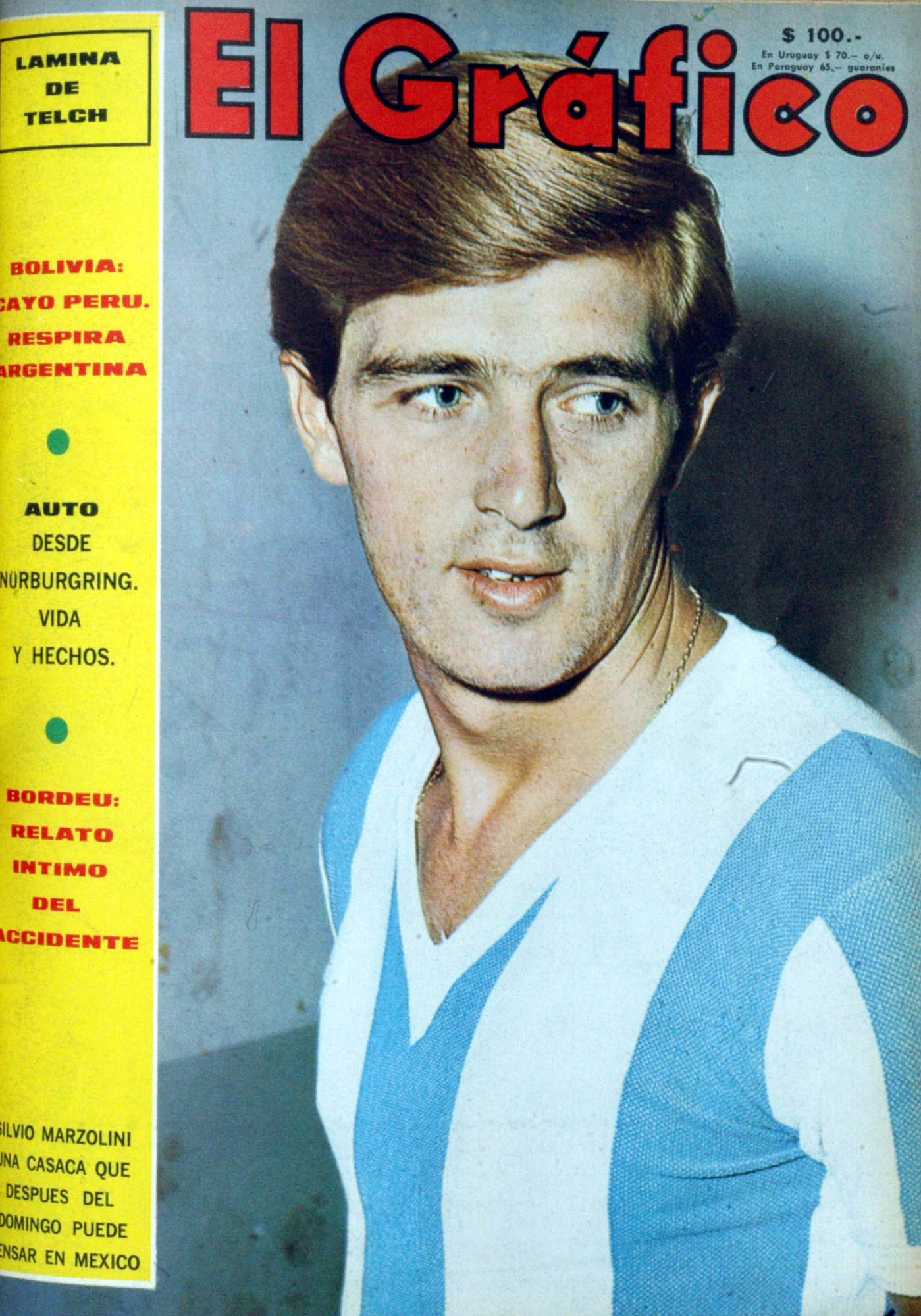
Silvio Marzolini con la selección argentina en 1969.

Marzolini se convirtió en un símbolo de la selección argentina durante la década de 1960. Entre 1960 y 1969 disputó 28 partidos y convirtió un gol. Participó, además, de las Copas Mundiales de 1962 y 1966.
En esta última edición, Marzolini fue votado por la prensa especializada como el mejor marcador de punta izquierdo del mundo tras dicho torneo por sobre el mítico italiano Facchetti.
También participó en las Eliminatorias de 1969 válidas para el Mundial 1970 en México donde Argentina fue eliminada por Perú en aquella tarde desafortunada en la cancha de Boca.
Marzolini opinó así: "Fue una fatalidad porque eramos más que Perú y Bolivia futbolísticamente".

#### Participaciones en Copas del Mundo
| Mundial                        | Sede       | Resultado        |
| ------------------------------ | ---------- | ---------------- |
| Copa Mundial de Fútbol de 1962 | Chile      | Primera fase     |
| Copa Mundial de Fútbol de 1966 | Inglaterra | Cuartos de final |

## Clubes
| Club               | País      | Año       |
| ------------------ | --------- | --------- |
| Ferro Carril Oeste | Argentina | 1959-1960 |
| Boca Juniors       | Argentina | 1960-1972 |

## Estadísticas
Datos actualizados a fin de carrera deportiva.
| Ferro Carril Oeste Argentina |                     |                     |     |   |   |    |    |     |     |    |
| 1.ª | 1959                | 23                  | 0   | — | — | —  | —  | 23  | 0   |    |
| Total club | Total club          | 23                  | 0   | 0 | 0 | 0  | 0  | 23  | 0   |    |
| Boca Juniors Argentina |                     |                     |     |   |   |    |    |     |     |    |
| 1.ª | 1960                | 30                  | 0   | — | — | —  | —  | 30  | 0   |    |
| 1.ª | 1961                | 29                  | 2   | — | — | —  | —  | 29  | 2   |    |
| 1.ª | 1962                | 28                  | 0   | — | — | —  | —  | 28  | 0   |    |
| 1.ª | 1963                | 11                  | 0   | — | — | 5  | 0  | 16  | 0   |    |
| 1.ª | 1964                | 25                  | 0   | — | — | —  | —  | 25  | 0   |    |
| 1.ª | 1965                | 29                  | 1   | — | — | 7  | 0  | 36  | 1   |    |
| 1.ª | 1966                | 31                  | 1   | — | — | 15 | 1  | 46  | 2   |    |
| 1.ª | 1967                | 30                  | 2   | — | — | —  | —  | 30  | 2   |    |
| 1.ª | 1968                | 17                  | 0   | — | — | —  | —  | 17  | 0   |    |
| 1.ª | 1969                | 33                  | 0   | 4 | 0 | —  | —  | 37  | 0   |    |
| 1.ª | 1970                | 30                  | 1   | — | — | 9  | 0  | 39  | 1   |    |
| 1.ª | 1971                | 31                  | 1   | — | — | 3  | 0  | 34  | 1   |    |
| 1.ª | 1972                | 41                  | 1   | — | — | —  | —  | 41  | 1   |    |
| Total club | Total club          | 365                 | 9   | 4 | 0 | 39 | 1  | 408 | 10  |    |
| Total en su carrera | Total en su carrera | Total en su carrera | 388 | 9 | 4 | 0  | 39 | 1   | 431 | 10 |
| (1) Incluye datos de la Copa Argentina (1969). (2) Incluye datos de la Copa Libertadores (1963, 1965, 1966, 1970, 1971). (3) No incluye goles en partidos amistosos. |                     |                     |     |   |   |    |    |     |     |    |

## Palmarés

### Como jugador

#### Campeonatos nacionales
| Campeonato       | Club         | País      | Año    |
| ---------------- | ------------ | --------- | ------ |
| Primera División | Boca Juniors | Argentina | 1962   |
| Primera División | Boca Juniors | Argentina | 1964   |
| Primera División | Boca Juniors | Argentina | 1965   |
| Primera División | Boca Juniors | Argentina | N-1969 |
| Copa Argentina   | Boca Juniors | Argentina | 1969   |
| Primera División | Boca Juniors | Argentina | N-1970 |

#### Campeonatos internacionales
| Campeonato                        | Selección           | Sede final | Año  |
| --------------------------------- | ------------------- | ---------- | ---- |
| Campeonato Panamericano de Fútbol | Selección argentina | Costa Rica | 1960 |

### Como entrenador

#### Campeonatos nacionales
| Campeonato       | Club         | País      | Año    |
| ---------------- | ------------ | --------- | ------ |
| Primera División | Boca Juniors | Argentina | M-1981 |

### Distinciones individuales
| Distinción                                                                                          | Año           |
| --------------------------------------------------------------------------------------------------- | ------------- |
| Elegido mejor lateral izquierdo del Mundial de Fútbol                                               | 1966          |
| Futbolista de Boca Juniors con más presencias en el Superclásico del fútbol argentino (37 partidos) | 1970-presente |
| Tercer futbolista con mayor cantidad de partidos disputados en Boca Juniors (408 partidos)          | 1970-presente |
| Segundo futbolista con mayor cantidad de partidos disputados en La Bombonera (194 partidos)         |               |

## Filmografía
En 1963 participó de la película Pelota de cuero, en 1967 intervino como intérprete en el filme Cuando los hombres hablan de mujeres dirigida por Fernando Ayala, en 1971 lo hizo en Paula contra la mitad más uno y en 1981 participó en la comedia Te rompo el rating en la que hizo de sí mismo. En la última compartió escena con Jorge Porcel y el periodista Néstor Ibarra.

## Deceso
Su salud se vio deteriorada por problemas cardíacos, un accidente cerebrovascular y finalmente un cáncer. Había sido hospitalizado en estado crítico y pasó sus últimos días en su domicilio del barrio de Belgrano. Falleció el 17 de julio de 2020 a sus 79 años.